# 타케나카 나오토
타케나카 나오토(일본어: 竹中 直人, 1956년 3월 20일 ~ )는 일본의 배우이자 코미디언, 영화 감독, 가수이다. 배우로서는 주로 악역 위주로 출연하며 많은 작품에서 조연으로 출연해 친숙한 일본 배우 중 한 명이다. 현재 프럼 퍼스트 프로덕션에 소속되어 있다. 아내는 전직 아이돌 가수이자 배우였던 기노우치 미도리이다.

## 작품

### 감독
- 무능한 사람 (1991년)
- 119 (1994년)
- 도쿄 맑음 (1997년)
- 연탄연주 (2001년)
- 사요나라 컬러 (2005년)
- 야마가타 스크림 (2009년)

### 드라마
- 1984년 《발렌타인 데이 살인 사건》
- 1988년 《죽기 전에 할 두세명의 사안》
- 1990년 《살의의 단란》 - 카노 역
- 1984년 《원조를 그린 만화 야마다 군》
- 1985년 《게게게 노 키타로》 - 쥐 남자 역
- 1985년 《오소 군 이야미·치비타의 요리사 한판 승부》 - 다용 역
- 1986년 《후지코 후지오의 빨강 머리 앤자》 - 다용 역
- 1985년 《항상 시끄럽게 합니다 2》 - 카자마 헤이지 역
- 1986년 《태양에 짖어 - 제682화 흔들리는 목숨》 - 오타 역
- 1986년 《직장인 교실》
- 1986년 《세일러복 반역 동맹》
- NHK 대하드라마(NHK 종합)
  - 1996년 《히데요시》 - 도요토미 히데요시(주연) 역
  - 2014년 《군사 칸베에》 - 도요토미 히데요시 역
  - 2021년 《청천을 찔러라》 - 도쿠가와 나리아키 역
- 2003년 《워터보이즈》
- 2004년 《아내는 요술쟁이》
- 2006년 《노다메 칸타빌레 (드라마)》 - 프란츠 폰 슈트레제만 역
- 2006년 《태양의노래》
- 2009년 《고대소녀 도그짱》 (MBS)
- 2010년 《도망자 플랜 B》 (KBS 2TV)
- 2010년 《달의 연인》
- 2010년 《프리터, 집을 사다》
- 2011년 《레이디: 최후의 범죄 프로파일러》
- 2011년 《바텐더》
- 2011년 《동기》
- 2011년 《보스 시즌 2》
- 2011년 《프리터, 집을 사다 스페셜》
- 2012년 《이제 유괴따윈 하지 않아》
- 2012년 《도시전설의 여자》
- 2014년 《검은 옷 이야기》

### 영화
- 1984년 《치한전차 속옷검사》
- 1984년 《로케이션》
- 1987년 《나를 스키장에 데려가 줘》
- 1991년 《무능한 사람》
- 1992년 《으랏차차 스모부》
- 1993년 《누드의 밤》
- 1995년 《고닌》
- 1996년 《고닌 2》
- 1996년 《쉘 위 댄스》
- 1997년 《도쿄 맑음》
- 1999년 《완전한 사육》
- 1999년 《공범자》
- 2000년 《삼류 배우》
- 2001년 《적영》
- 2001년 《워터보이즈》
- 2002년 《완전한 사육 3 - 홍콩정야》
- 2002년 《핑퐁》
- 2002년 《트릭 극장판》
- 2003년 《푸른 불꽃》
- 2003년 《소녀검객 아즈미 대혈전》
- 2004년 《애인은 스나이퍼 극장판》
- 2004년 《스윙걸즈》 - 오자와 타다히코 역
- 2005년 《사요나라 컬러》
- 2006년 《캐치 어 웨이브》
- 2006년 《남자는 그걸 참을 수 없어》
- 2006년 《오오쿠》
- 2007년 《그래도 내가 하지 않았어》 - 아오키 토미오 역
- 2007년 《너를 잊지 않을 거야》
- 2007년 《게게게의 키타로》
- 2007년 《가학의 성》
- 2008년 《쿠로사기》
- 2008년 《우리들과 경찰아저씨의 700일 전쟁》
- 2008년 《싸이보그 그녀》
- 2008년 《20세기 소년》
- 2008년 《해피 플라이트》
- 2009년 《노다메 칸타빌레 최종악장》
- 2009년 《이번 일요일에》
- 2010년 《슈얼리 섬데이》
- 2010년 《BECK》
- 2011년 《할복》
- 2017년 《맨헌트》 - 이토 마모루 역
- 2018년 《바람의 색》
- 2018년 《레온》 - 아사히나 레오 역
- 2018년 《신마시》
- 2020년 《한번 죽어 봤다》 - 승려 역

### 극장판 애니메이션
- 2018년 《펭귄 하이웨이》 - 하마모토의 아빠 역
- 2024년 《데드데드 데몬즈 디디디디 디스트럭션》 - 침략자 의장 역